# Субботин-Пермяк, Пётр Иванович
Пётр Ива́нович Суббо́тин-Пермя́к (6 [18] декабря 1886, Кудымкар Пермской губернии (ныне — Коми-Пермяцкий округ Пермского края) — 6 января 1923, Пермь) — российский художник-авангардист коми-пермяцкого происхождения, автор более чем 40 картин и около 100 графических произведений, педагог, профессор декоративной живописи.

## Биография
В 1914 году Петр окончил Строгановское художественно-промышленное училище в Москве, затем преподавал в нём до 1918 года. С 1919 года работал в Пермской губернии. Организовал художественно-производственные мастерские в Перми, Кудымкаре и Кунгуре, которые стали базой художественного образования в Прикамье. Был первым директором Пермского художественного техникума. Основал Коми-пермяцкий окружной краеведческий музей, который теперь носит его имя.
В своих произведениях Субботин-Пермяк связал традиции коми-пермяцкого народного искусства с достижениями художественного авангарда начала XX века. Его работы хранятся в Коми-пермяцком окружном краеведческом музее и Пермской государственной художественной галерее.
Субботин-Пермяк похоронен в Перми на Егошихинском кладбище.

## Галерея

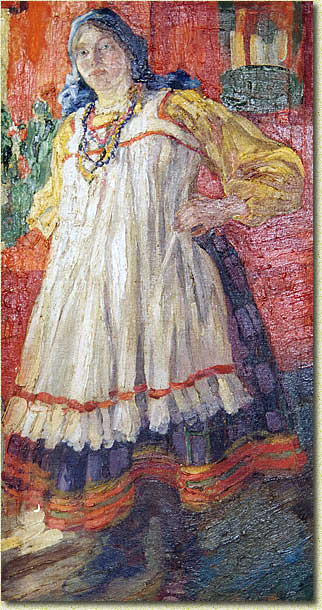
Воронежская баба. 1912 г. Коми-Пермяцкий краеведческий музей им. П.И. Субботина-Пермяка.
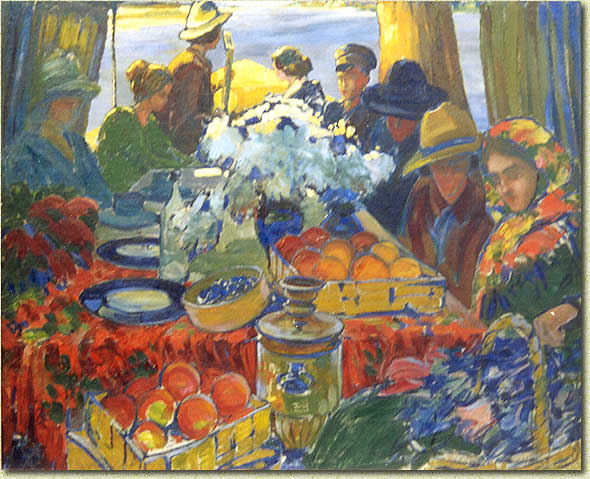
Вниз по реке. 1918 г.Коми-Пермяцкий краеведческий музей им. П.И. Субботина-Пермяка.
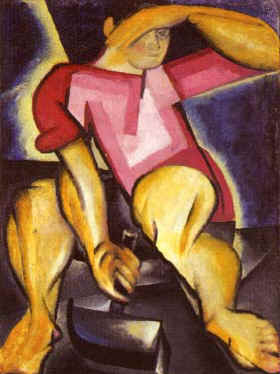
Рабочий (Сила). 1921 г. Коми-Пермяцкий краеведческий музей им. П.И. Субботина-Пермяка.
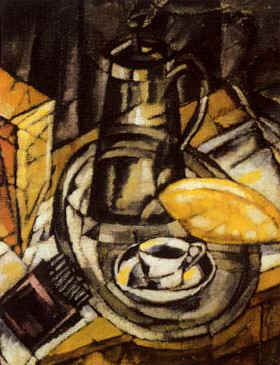
Натюрморт с пирожком. 1921 г. Коми-Пермяцкий краеведческий музей им. П.И. Субботина-Пермяка

## Память
- Именем П. И. Субботина-Пермяка в 1945 году в его родном Кудымкаре назван Коми-Пермяцкий краеведческий музей. В городе имеется Дом-музей П. И. Субботина-Пермяка[5].
- В 2001 году на могиле Субботина-Пермяка был открыт новый памятник[4].
- В 2009 году в рамках 3-й Московской биеннале современного искусства в галерее «Проун» на «Винзаводе» была поведена выставка «Кудымкор — локомотив будущего. Куратор Екатерина Деготь и художник Леонид Тишков рассказывают историю Петра Ивановича Субботина-Пермяка»[6].
- 16 декабря 2010 года состоялось открытие памятника художнику в городе Кудымкар рядом с краеведческим музеем, носящим его имя.[источник не указан 1169 дней]
- Именем П. И. Субботина-Пермяка названа улица в пос. Полазна Пермского края.